# Јужна Америка
Јужна Америка је континент преко кога прелази екватор, а који је већим делом на јужној хемисфери. Јужна Америка се налази између Тихог и Атлантског океана. Северно од овог континента се налази Северна Америка (заједно са Средњом Америком или Карипском Америком). Анди, планински венац, се протежу западном страном овог континента. Предео источно од Анда је углавном тропски и заступљене су тропске кишне шуме у које спада и подручје Амазона.
Јужна Америка је четврти континент по величини, а пети по броју становника. Она не треба да се меша са Латинском Америком, која представља Јужну и Средњу Америку (где се прича шпанским, односно португалским језиком), док Јужна Америка не убраја земље северно од Панамског канала.

## Рељеф
У рељефу Јужне Америке издвајају се: високи венац Анда на западу, старе громадне планине са висоравнима, на северу Гвајанске и у средишњем и источном делу Бразилске као и простране низије: Амазонска, Љанос, Гран Чако, Пампас, Патагонија.

### Анди
Високи планински ланац на западу Јужне Америке. Протеже се дужином преко 7.000 km правцем север-југ дуж Тихоокеанске обале од Панамског канала и Карипског мора на северу, до рта Хорн на крајњем југу јужноамеричког континента. Анди чине непрекидан планински ланац широк до 900 km. Оштро одвајају веома узан јужноамерички приморски тихоокеански појас од великих сливова река Ориноко, Амазон, Парана, и других притока Атлантског океана, као и простране низије у источној половини Јужне Америке. Геолошки састав Анда чине наслаге из палеозојског, мезозојског и кенозојског доба, кроз које је на великом простору продрло вулканско камење.
По ширини се дели на три појаса: источни-значајан по рудама, унутрашњи (средишњи) који чини главни гребен и западни појас који је приморски. По правцу пружања Анди се такође деле на три дела и то на: јужни, средњи и северни део. Северна половина Анда је позната под називом Кордиљери.

### Гвајанске и Бразилске планине и висоравни
Две групе старих громадних планина са истоименим висоравнима које их окружују, чине један од типова рељефа Јужне Америке. Гвајански део је на северу, бразилски покрива источни део у средишњем делу Јужне Америке: то су веома старе висоравни јако снижене и уравњене. Са тих валовитих површи издижу се узвишења и планински врхови до 2.800 m висине.
Бразилија захвата простор између Амазоније, реке Медејре, Парагваја, Уругваја, Атлантског океана. Дели се на два различита дела: Атлантску област на истоку и унутрашњу висораван. Деле их приближно реке Паранаиба, Сан Франсиско, Парана.
Гвајанска висија и планине - Висораван се простире у југоисточном делу Венецуеле. Грађена је претежно од старе кристалне масе, просечне надморске висине 500-800 m, са више планинских узвишења, висине од 1.500 - 1.800 m и са неколико врхова изнад 2.000 m. Највиши врх је Рораима 2.772 m. У граничном појасу Венецуела - Бразил простиру се планине Сијера Пакараима и Сијера Тапирапеко које чине вододелницу између река Амазон и Ориноко. Гвајанска област је обрасла густом шумом.

### Равнице
Атлантска обала Јужне Америке слабо је разуђена, али се према њој отварају веће равнице слива три велике реке: Ориноко, Амазон и Парана. Равница око реке Ориноко на северу или Љанос; равница око реке Амазон или Амазонија на југоистоку од Љаноса и равница око реке Парана или Ла Плата на коју се надовезују: тик уз њу Пампас, јужно Патагонија и северно Гран Чако равница.

## Минерални ресурси
Јужна Америка располаже разноврсним минералним ресурсима од којих се многи користе екстензивно. Налазишта минералних сировина су широко распрострањена, почев од области Анда са налазиштима злата која су експлоатисана у доба пре колонијализма. У планском подручју између централног Перуа и јужне Боливије, су места производње сребра и живе из колонијалног доба, као и индустрија минерала као сто су бакар, калај, гвожђе, цинк. Бакар се производи на великим рудокопима у северном и централном Чилеу и централном и јужном Перуу. Високо минерализоване области које садрже боксит, руду гвожђа и злата леже између Сиудад Боливара и северног Суринама, близу северног обода гвајанских побрђа. У источном Бразилу су богатија налазишта злата и дијаманата експлоатисаних у колонијалној ери. Нека од њих су активна и данас.
Мада је Јужна Америка велики произвођач ретких метала, велике резерве квалитетне руде гвозђа и боксита су основа за највеће и најважније индустријске гране овог континента. Јужна Америка располаже резервама угља фрагментарно распоређеним у Андима и у јужном Бразилу. Угаљ је важан индустријски и транспортни енергент у Чилеу, Колумбији и Бразилу. Налазишта нафте и природног гаса су структурни басени положени у источном појасу Анда, са знатнијим резервама у Венецуели, познатим као нафта поља Маракаибо, затим у Колумбији, Еквадору, Перуу, Боливији, Аргентини и Чилеу.

## Клима
С обзиром на свој положај у односу на географску ширину, Јужна Америка се дели пре свега на климатске целине које одговарају великим зонама општег атмосферског кретања. Поред тога, значајан је и фактор разлике у надморским висинама, као и друге појединости које доприносе појави различитих климатских типова, нарочито у погледу количине атмосферских талога и њиховог распореда у току године. Треба ипак напоменути да се највећи део Јужне Америке налази на тропској географској ширини, јер она почиње на северу, на неколико степени северно од северног повратника, док се јужно од јужног повратника континент нагло сужава. Због тога изразито преовлађује топла (екваторска и тропска) клима у којој се смењују влажни и суви климатски типови. Све варијанте тропске климе са сувим годишњим добима још увек су топле климе у којима средње годишње температуре износе око 24 °C, а највише просечне месечне температуре разликују се само за неколико степени. Та топла и влажна средина одржава у најкишовитијим подручјима природну прашумску вегетацију, у више спратова, са врло различитим врстама дрвећа. Годишња количина падавина износи од 2.500 милиметара у наветринској области до 1.500 милиметара у заветринској области. Када се укупне годишње падавине спусте испод 1.500 милиметара, шума се проређује, а затим повлачи пред шумовитом саваном, која покрива читав доњи део бразилске висоравни. Неколико заштићенијих подручја одликују се чак правом природном саванском вегетацијом, мада је тешко рећи да ли је она стварно природна или је човек посредовао у њеном настајању. Други типови климе су заступљени у јужном делу Јужне Америке. Влажну суптропску климу сусрећемо на југу Бразила, Уругваја и на североистоку Аргентине. Падавина има у току свих годишњих доба, али зимске кише преовлађују све више уколико се иде даље на југ, док укупна количина падавина опада од истока према западу и изазива претварање шума у прерију која покрива читаву Пампу. На западу јужноамеричког континента може се издвојити појас средоземне климе од Сантијага до Валдивије са топлим и сувим летом и свежом и влажном зимом, а затим јужно од Валвидије умерена океанска клима, са обилним падавинама и ниском температуром за ову географску ширину, услед утицаја јаких западних ветрова који долазе са Тихог океана и заустављају се у судару са планинским венцом Анда. Вегетација је шумска у оним пределима у којима велика надморска висина није довела до образовања ледника.

## Флора и фауна
Веза између Јужне Америке и осталог света увек је била слаба, а у току доброг дела историје живота на земљи готово је и није било. Због те издвојености у Јужној Америци створила се врло посебна флора и фауна на коју је незнатно утицао и северни континент, а преко њега и евроазија. На јужном континенту развиле су се многе необичне врсте као што су мравоједи и пашанци. Баш као и у Аустралији и ту су преживели торбари, а фосили показују да су у прошлости бујале многе данас изумрле ендемске врсте.

## Историја

### Праисторија
Јужна Америка је била спојена са Африком од касног Палеозоика до раног Мезозоика, док суперконтинент Пангеа није почео да се дели на делове пре отприлике 225 милиона година. Због тога, Јужна Америка и Африка деле исте фосиле и стеновите слојеве.
Први становници су на тло Јужне Америке дошли прешавши Берингов мореуз пре 15.000 година са територије данашње Русије. Они су мигрирали преко Северне Америке дошавши до Јужне Америке.
Први докази за постојање људске расе у Јужној Америци датирају од 9.000 п. н. е, када су тикве, љута паприка и пасуља почели да узгајају за исхрану у брдима у амазонског басена. Пронађена грнчарија указује на то да се маниока, који је и данас основна храна, и даље негује као и 2000 година п. н. е.
До 2000. п. н. е., многе пољопривредне заједнице су се населиле широм Анда и околних региона. Риболов је постао широко распрострањен дуж обале, што је довело да риба постане примарни извор хране. Системи за наводњавање су још тада развијени, што помогло у порасту аграрног друштва.
Јужноамеричке културе почеле су са припитомљавањем лама, викуња, гванакоа и алпака на висоравни Анда око 3500. п. н. е. Поред њихове употребе као извора меса и вуне, ове животиње су коришћени за превоз робе.

### Цивилизације пре доласка Колумба
Развој пољопривреде и настанак сталних људских насеобина дозволе су стварање цивилизација у Јужној Америци.
Једна од најстаријих познатих цивилизација је била цивилизације Норте Чико, у данашњем Перуу. То је била пре-керамичка култура, али су градили монументална знања паралелно са пирамидама древног Египта. Владајућа класа Норте Чика успоставила је трговинску мрежу и развила пољопривреду, а око 900. п. н. е. ју је заменила Чавинска култура. Артефакти ове културе нађени су у модерном Перуу на висино од 3,177 m. Чавинска цивилизација трајала је од 900. до 300. г п. н. е.
На централној обали Перуа, почетком 1. века, Моче (100. п. н. е. - 700), Паракас и Насканска (400. п. н. е. - 800) култура развијале су се као централизоване државе са сталном војском унапређујући пољопривреду наводњавањем. На Алтиплано, Тиахуанако или Тијаванако (100. п. н. е. - 1200, Боливија) успоставили су велику трговачку мрежу засновану на религији.
Око 7. века, Тијаванако и Вари царства (600—1200, Перу) проширили су свој утицај на цео регион Анда, намећући Вари урбанизам и Тијаванако религијску иконографију.
Чабче су главна аутохтона цивилизација на подручју модерне Колумбије. Они су успоставили конфедерацију великог броја кланова који су успоставили слободну мрежу међу њима.
Остале важне цивилизације пре доласка Колумба: Кањари (јужни Еквадор), Чиму (1300—1470, северна обала Перуа), Чачапоја и Ајмаранско краљевство (1000—1450, Боливија и јужни Перу).
Инка цивилизација, са престоницом Куско, доминирала је регионом Анда од 1438. до 1533. године. Познати као земља четири региона, Инка цивилизација је била веома развијена. Владали су над стотинама језичких и етничких заједница и над 9 до 14 милиона људи које је спајао систем путева од 25.000 km. Градови су грађени каменом, веома прецизно, на више нивоа у планинском терену.
Арауканци у централном Чилеу одупирали су се европским и чилеанским насељеницима, водећи рат више од 300 година.

### Европска колонизација
Године 1494, Португал и Шпанија, два велика европске силе, након откривања новог света на западу, потписале су Споразум из Тордесиљаса, којим су се сложиле, да уз помоћ Папе поделе сву земље ван Европе ексклузивно између ове две државе. Споразум је подразумевао успостављење имагинарне линије уз меридијан 370 западно од Зеленортских Острва. Према споразуму све западно од ове линије је припадало Шпанији, а источно Португалији. С обзиром да тада нису могла да се изврше прецизна мерења временом су Португалци направили експанзију на територији данашњег Бразила западно од ове линије.
Почевши од тридесетих година 16. века, људске и природне ресурсе Јужне Америке експлоатисали су конкистадори, најпре Шпанци а затим и Португалци. Ове две колонијалне силе су тврдиле да је земља и ресурси њихови и поделили су их у колоније.
Европске вирусне заразе (мале богиње, грип, морбили и тифус) - на које домицилно становништво није било имуно; систем принудног рада, као што су хацијенде и рударство, десетковали су домицилно становништво под шпанском контролом. Након тога, робови из Африке, који су били имуни на ове заразе, брзо су доведени да их замене.
Шпанци су покушавали да конвертују домородце у хришћанство и били су и немилосрдни у уништавању сваке домицилне културе и религије. Међутим, многи иницијални покушаји имали су само делимичан успех, јер су бројне домицилне групе мешале католицизам са традиционалним идолопоклонством и паганским веровањима. Такође, Шпанци су довели свој језик до нивоа као и религију.
Домородци су са шпанским освајачима формирали местике. На почетку, местици у региону Анда су имали шпанске очеве и индијанске мајке. Након стицања независности, највећи број местика има домородачке очеве и беле или местичке мајке.
Много уметничких радова домородаца сматрани су паганским идолопоклонством и шпански освајачи су их уништавали; ово је укључило и много златних и сребрних скулктура и других артефакта пронађених у Јужној Америци, који су били истопљени и послати у Шпанију или Португал. Шпанци и Португалци донели су европску архитектуру на континент и помогли да се побољша инфраструктура попут мостова, путева и канализације у освојеним или основаним градовима. Такође значајно су повећали трговачке и економске везе, не само између старог и новог света већ и између региона Јужне Америке. На крају, експанзија шпанског и португалског језика, многе културе које су дотада биле подељене су постале уједињене.
Гвајана је била Португалска, Холандска и на крају Британска колонија. Земља је онда подељена на три дела, при чему је свака била контролисана од стране једне силе док на крају није у потпуности пала у руке Британаца.

### Стицање независности од Шпаније и Португалије
Током Наполеонових ратова, трајао је Шпански рат за независност (1808—1814), којим су значајно промењена политичка ситуација између шпанских и португалских колонија. Прво је Наполеон напао Португалију, али је португалски краљ успео да избегне заробљавање и побегне у Бразил. Наполеон је онда заробио шпанског краља Фернанда VII и на његово место поставио свог брата. Ово је довело до стварања покрета отпора, који је креирао Хунте у Шпанији које би владале уместо заробљеног краља.
Много градова у шпанским колонијама, међутим, сматрали су себе једнако ауторизованим да поставе локалне Хунте као оне у Шпанији. Овиме је започео Шпанско-амерички ратови за независност између патриота, који су тражили аутономију и ројалиста који су били за шпанску круну. Хунте, у Шпанији и Америци су промовисале идеје просветитељства. Пет година након почетка рата, краљ Фернандо VII од Шпаније се вратио на трон и започео апсолутистичку рестаурацију као ројалиста који се нашао у конфликту.
Независност Јужне Америке су осигурали Симон Боливар (Венецуела) и Хосе де Сан Мартин (Аргентина), два најважнија ослободиоца. Боливар је предводио велики устанак на северу, а онда је кренуо са војском ка југу према Лими, престоници Вицекраљевства Перуа. У међувремену, Сан Мартин је предводио војску преко Анда, заједно са Чилеанским емигрантима, и успео је да ослободи Чиле. Организовао је флоту како би дошао до Перуа морем, и потпомагао је разне побуњеничке групе у Вицекраљевству Перу. Две војске су се на крају среле у Гвајакилу, Еквадор, где се војска лојална шпанској круни предала.
Дом Педро, син поглавара Уједињеног краљевства Португалија, Бразила и Алгарве, прогласио је независност Краљевства Бразила 1822, које је касније постало Бразилско царство. Португалија је прихватила независност уз обавезу Бразила да плати одштету.
Нове нације су онда започеле процес балканизације, са више грађанских и међунационалних ратова. Међутим, то није било толико јако као у средњој Америци. Неке државе су створене од провинција или већих држава које су остале до данас (као што су Парагвај или Уругвај), док су друге поново освојене и инкорпориране у претходне државе.

### Скорашња историја
Почетком 20. века, три најбогатије јужноамеричке државе (Аргентина, Бразил и Чиле) биле су укључене у поморску трку у наоружању која је започела увођењем нових бродова у наоружање - дреднот. У једном тренутку, Аргентина је трошила петину годишњег буџета за изградњу само два дреднота, цена која није укључивала касније трошкове сервисирања, који су за бразилске дреднотове износили шездесет процената од иницијалне цене изградње.
Континент је постао поприште Хладног рата у другој половини 20. века. Неке демократски изабране власти попут Аргентине, Бразила, Чилеа, Уругваја и Парагваја су пале и замењене војним диктатурама у 60. и 70. годинама 20. века. Да би ослабиле опозицију, владе су отерале на робију стотине политичких затвореника, од којих су многи мучени и убијени. Економски, они су започели транзицију у неолибералне економије.
Аргентина и Уједињено Краљевство су ратовале у Фокландском рату 1982.
У Колумбији је кренуо унутрашњи конфликт 1964. који су почела марксистичка герила а онда су укључили неколико илегалних војних група са левичарском идеологијом као и приватне војске моћних нарко картела. Многи од њих су угашени или редуковани. Ове групе долазе до новца извозом наркотика ван Колумбије али се боре и киднаповањем, бомбардовањем, минским пољима и атентатима.
Револуционарни покрети и десничарске војне диктатуре постале су уобичајене након Другог светског рата, али од 1980-е, талас демократизације захватио је цео континент. Поред тога, високи степен корупције је сасвим уобичајен проблем, а неколико држава је прошло кроз велике економске кризе које су довеле до пада влада.
Велики проблем за неке од држава јесте велики дуг за који и поред јаких демократија, нису развијене политичке институције које би могле да се носе са таквим кризама попут Аргентинске економске кризе (1999—2002).
Током задњих двадесет година дошло је до појачаног приближавања регионалним интеграцијама, креирањем институција попут Андског пакта, Меркосура и Унасура. Након извора Хуга Чавеза за председника Венецуеле 1998. регион је захватио талас победа левичарских влада, а изузеци су Гвајана и Колумбија.

## Привреда
Разноликост и богатство природних средина довеле су до повећања броја култивисаних биљака, које се мењају и умножавају у складу са привредном конјунктуром и међународним тржиштем. Сва приморска подручја са тропском и влажном климом кориштена су у колонијалној ери за гајење тропских пољопривредних производа намењених европском, а затим и северноамеричком тржишту. Још и данас се већи део тих области користи, према приликама, за гајење шећерне трске, какаоа, банана и другог тропског воћа, које се најчешће среће близу обале, док се плантаже кафе, дувана и памука налазе у унутрашњости. У умереном појасу Јужне Америке гаје се биљке за исхрану, намењене трговини, а нарочито за снабдевање великих градова. То је најприје велика пшенична област у аргентинској Пампи. Производе се знатне количине пшенице, од којих се око три четвртине извози. У Чилеу и јужним државама Бразила има области у којима се гаји пиринач, пшеница и разне друге биљке прилагођене средоземној клими, као што је винова лоза. Такав облик земљорадње често се примењује на поседима средње величине, који су формирани у доба европске колонизације крајем деветнаестог века.

### Пољопривреда
Пољопривредни производи су важан извозни артикал многих земаља, а комерцијална и индустријска активност заједно са маркетингом важни су фактори у извозу. Пољопривреда са ловом, риболовом и шумарством учествује са близу 12% у укупном националном бруто производу на овом континенту: више од 30% у Боливији, Парагвају, Перуу и Еквадору; између 20% и 30% у Колумбији, Бразилу и Гвајани; мање од 30% у Суринаму, Чилеу, Уругвају, Венецуели, Аргентини и Француској Гвајани.
Интензивнија пољопривреда, комерцијалног карактера развија се у близини великих градова. Нарочито је заступљена производња поврћа, воћа и свих производа за свакодневну употребу.
Производња зрнастих биљака и кукуруза је распоређена местимично и прилагођена климатским условима и квалитету земљишта. Производња меса намењена домаћем тржишту веома је развијена, док је производња меса за извоз највећа у Аргентини, Уругвају, Парагвају и Колумбији. Од производа тропских области намењених извозу најзаступљенија је кафа. Највеће површине са плантажама кафе су у вишим теренима југоисточног Бразила и западне и централне Колумбије. У тропској зони су велики произвођачи шећерне трске и банана, међу којима су Еквадор и Колумбија. Знатну производњу шећера за извоз имају обални део Перуа, Гвајана и Суринам. У приобалном појасу Перуа производе се велике количине памука намењене извозу. Памук и шећерна трска, важнији производи намењени извозу, најзаступљенији су у североисточном и југоисточном Бразилу. Бразил је од 1970. године велики извозник соје. На међународном тржишту су веома тражени пшеница, кукуруз, месо, вуна и кожа, производи из Аргентине и Уругваја.

### Енергија
Нафта и гас су главни енергетски извори у Јужној Америци. Знатно слабије енергетске изворе чине дрво и угаљ. Колумбија и Венецуела имају суфицит нафте и природног гаса. И поред ових природних богатстава обе земље, и друге у њиховом суседству, немају довољно развијену мрежу нафтовода и гасовода. Хидроенергетски потенцијал, као алтернативни енергетски извор користи се у већем обиму од 1950. године. Хидроелектране у Бразилу, Парагвају, Уругвају, Колумбији и Боливији сада обезбеђују 60% електричне енергије. Тај проценат је нешто мањи (40%) у Перуу, Чилеу, Еквадору, Суринаму и Аргентини.

### Трговина
Највећи део јужноамеричке трговине је интерконтиненталан, при чему су највећи трговински партнери САД, западна Европа и Јапан. Нафта и нафтни деривати су главне извозне компоненте. Највећи извозници су Венецуела и Бразил. Од 1960. године бржем развоју трговине допринеле су регионалне трговинске асоцијације Latin American Free Trade Association (ЛАФТА). Главни извозни артикли у интерконтиненталној трговини су жито, вино, банане и све више индустријски производи.
Јужна Америка је континент који значајно учествује у светској трговини нафте, кафе, бакра, боксита, рибе, уља. Трговина овим производима је есенцијална за економски развој Јужне Америке. Од 1970. године Јужна Америка је започела са формирањем трговинских блокова и асоцијација који штите јужноамеричко тржиште од спољне конкуренције и који доприносе стварању јаког унутрашњег тржишта. Године 1969, формиран је Андски пакт (Боливија, Чиле, Колумбија, Еквадор, Перу и Венецуела). Међутим, Чиле се повукао из пакта 1977. године и међународна и домаћа трговина се одвијала независно и отворено у свим земљама потписницама. И поред оваквих искустава, у Јужној Америци је формирано неколико регионалних групација; Група три (Колумбија, Мексико, Венецуела); MERCOSUR у коме су Аргентина, Бразил, Уругвај, Парагвај, са Боливијом у статусу посматрача); Асоцијација карипских земаља (АЦС) коју чине Колумбија, Суринам и Венецуела.
Наведене асоцијације имају за циљ пружање олакшица и преференцијала у трговини која треба да стимулише већу и бољу производњу, услуге и проток капитала. Следећи улогу Нафте, између Канаде, Мексика и САД, неколико земаља Јужне Америке (Аргентина, Чиле, Колумбија) покренуло је договоре о груписању асоцијација и стварању велике групације западне хемисфере. Њу би чинила заједница свих: НАФТА, САФТА, МЕРКОСУР, итд. Циљ такве групације је максимална корист у трговини земаља чланица са другим великим интерконтиненталним партнерима и стриктна фискална контрола над инфлацијом.

## Политика
Током прве декаде 21. века, владе Јужне Америке помериле су се више улево, са социјалистичким лидерима изабраним у Чилеу, Уругвају, Бразилу, Аргентини, Еквадору, Боливији, Парагвају, Перуу и Венецуели. Државе Јужне Америке углавном су присталице политике слободног тржишта и активно раде на путу интеграције на континенту.
У последње време, формирана су међувладина тела са циљем да уједине две постојеће царинске уније: Меркосур и Андски пакт, чиме би се оформио трећи трговински блок на свету. Ова нова политичка организација позната као Унија јужноамеричких нација покушава да успостави слободу кретања људи, економски развој, заједничку одбрану и укидање царина.

## Становништво
Упркос непоузданим статистичким подацима број становништва Јужне Америке данас се може проценити на приближно 400 милиона. Број становника је у брзом порасту, иако је различит у разним земљама. Повећање броја становништва изазвано је пре свега превагом наталитета над морталитетом, односно природним прираштајем становништва сваке од тих земаља, јер усељеници представљају бројно веома слабе контингенте, чак и у оним земљама у којима су они највећи, као што су : Аргентина, Чиле и Бразил. Становништво је веома неравномерно распоређено. Запажа се веома јасна разлика у густини насељености између већине острва самог континента. Врло висока стопа наталитета објашњава зашто је прва карактеристика становништва Јужне Америке његова врло велика младост. Углавном више од половине становништва млађе је од 20 година, док лица старијих од 60 година ретко има више од 5%. Обим унутрашњих миграција представља карактеристичну црту становништва Јужне Америке. Док је усељавање у знатној мери ослабило, главни правац кретања становништва представља сеоба из села у велике градове. У питању су сеобе изазване бедом појачане сиромаштвом сељака и демографским притиском. Те сеобе не одговарају стварним потребама великих градова, који нису кадри да запосле све придошлице. Због тога у свим великим градовима ничу сиромашне четврти и предграђа са страћарама.
| Држава    | Главни град                                | Државно уређење     | Површина (km²) | Становника (1. јули 2005) | Густина насељености (по km²) |
| --------- | ------------------------------------------ | ------------------- | -------------- | ------------------------- | ---------------------------- |
| Аргентина | Буенос Ајрес                               | Република           | 2.766.890      | 39.537.943                | 14.3                         |
| Боливија  | Сукре                                      | Република           | 1.098.580      | 8.857.870                 | 8.1                          |
| Бразил    | Бразилија                                  | Федерална република | 8.511.965      | 187.550.726               | 22                           |
| Венецуела | Сантијаго де Леон де Каракас               | Федерална република | 912.050        | 25.375.281                | 27.8                         |
| Гвајана   | Џорџтаун                                   | Република           | 214.970        | 765.283                   | 3.6                          |
| Еквадор   | Сан Франциско де Кито                      | Република           | 283.560        | 13.363.593                | 47.1                         |
| Колумбија | Богота                                     | Република           | 1.138.910      | 42.954.279                | 37.7                         |
| Парагвај  | Нуестра Сењора Санта Марија де ла Асунсион | Република           | 406.750        | 6.347.884                 | 15.6                         |
| Перу      | Лима                                       | Република           | 1.285.220      | 27.925.628                | 21.7                         |
| Суринам   | Парамарибо                                 | Република           | 163.270        | 438.144                   | 2,7                          |
| Уругвај   | Сан Фелипе и Сантијаго де Монтевидео       | Република           | 176.220        | 3.415.920                 | 19.4                         |
| Чиле      | Сантијаго де Чиле                          | Република           | 756.950        | 16.800.000                | 21.1                         |

## Религија
Јужна Америка је континент хомогене религије. Око 90% су римокатолици. Долазак римокатолика се поклапа са периодом шпанских освајања овог простора. Око 11 милиона протестаната живи у урбаним центрима Бразила и Чилеа, и 750.000 Јевреја је настањено у Аргентини, Бразилу, Уругвају и Чилеу. Око 550.000 Индуса, 400.000 муслимана и 375.000 будиста су становници Јужне Америке са највећим насеобинама у Гвајани и Суринаму.

## Језици
Шпански језик је званичан језик у 9 од 13 државних ентитета Јужне Америке. Португалски је званични у Бразилу, енглески у Гвајани, холандски у Суринаму, француски у Француској Гвајани. Велики број становника Јужне Америке говори својим матерњим језицима кечуа (6,2 милиона становника), ајмара (2 милиона становника). Гварани је поред шпанског језика званични језик Парагваја.

## Саобраћај
Мада су различите врсте транспорта у употреби, путна и железничка мрежа су од примарног значаја. Железница, речни и поморски саобраћај обалног појаса значајнији су видови транспорта у Аргентини, Бразилу и Чилеу.
Ваздушни саобраћај се брже развија после Другог светског рата, железнички и копнени саобраћај нешто спорије. Неповољни природни и морфолошки услови за изградњу железничке и путне мреже, која спаја лучке градове и унутрашњост континента, су отежавајућа околност.
Национална железница и путна мрежа су најгушће у југоисточним деловима Бразила и области Пампаса у Аргентини. Слабије услове у погледу транспорта имају густо насељени делови Уругваја, Чилеа, Колумбије и Еквадора; Венецуела и обални део Перуа имају развијенији водени саобраћај; Парагвај и Боливија немају довољно развијену унутрашњу транспортну мрежу; планински делови Анда су простори без довољно путева и транспортних праваца. Путна мрежа као и ваздушни саобраћај су вазни услови за економску интеграцију међу земљама Јужне Америке. Стога, од 1990. године овом важном привредном сектору се посвећује посебна пажња. Један вид развоја се заснива на приватизацији националне транспортне мреже.